# Vladimir Delba
Vladimir Valerevich Delba é um político da Abecásia, que atua como Primeiro-ministro da Abecásia desde 3 de abril de 2025, tendo sido inicialmente nomeado por Badra Gunba como primeiro-ministro interino em 3 de março de 2025. Anteriormente, serviu como Ministro das Finanças e Vice-Primeiro-Ministro no Governo do Presidente Ankvab, além de um breve mandato como Primeiro-Ministro em 2014.

## Carreira política
Após atuar como Vice-Ministro das Finanças no Governo do Presidente Bagapsh, Delba foi nomeado Ministro das Finanças e Vice-Primeiro-Ministro por Alexander Ankvab em 10 de outubro de 2011.
Em 2 de junho de 2014, após a renúncia de Leonid Lakerbaia decorrente da Crise política na Abecásia em 2014, Vladimir Delba foi nomeado primeiro-ministro interino. Com a eleição do presidente Raul Khajimba, foi sucedido por Beslan Butba em 29 de setembro.